# 马妮拉·埃斯波西托
马妮拉·埃斯波西托（義大利語：Manila Esposito，2006年11月2日—），意大利女子竞技体操运动员，2024年欧洲竞技体操锦标赛女子团体全能、女子个人全能、女子平衡木和女子自由体操金牌得主、2024年夏季奥林匹克运动会女子团体全能银牌得主。